# Magdalena Czenska
Magdalena Czenska (ur. 14 czerwca 1981 w Pucku) – polska lekkoatletka, specjalizująca się w rzucie oszczepem.

## Kariera
Na początku kariery zdobyła złoty medal światowych igrzysk młodzieży. Jako juniorka reprezentowała Polskę w mistrzostwach Europy juniorów oraz w mistrzostwach świata juniorów. 23 września 2000 w niemieckim mieście Riesa z wynikiem 56,37 ustanowiła rekord Polski juniorek. Reprezentantka kraju w drużynowych mistrzostwach Europy. 
Siedmiokrotna medalistka mistrzostw Polski seniorów ma w dorobku trzy złota (Bielsko-Biała 2010, Bydgoszcz 2011 i Bielsko-Biała 2012), dwa srebra (Bydgoszcz 2004 i Toruń 2013) oraz dwa brązy (Kraków 1999 i Bielsko-Biała 2003). Złota medalistka młodzieżowych mistrzostw Polski (Biała Podlaska 2003).
Rekord życiowy: 57,22 (15 czerwca 2012, Bielsko-Biała).

## Osiągnięcia
| Rok  | Impreza                                 | Miejsce   | Lokata      | Wynik |
| ---- | --------------------------------------- | --------- | ----------- | ----- |
| 1998 | Światowe igrzyska młodzieży             | Moskwa    | 1. miejsce  | 49,75 |
| 1999 | Mistrzostwa Europy juniorów             | Ryga      | 5. miejsce  | 53,77 |
| 2000 | Mistrzostwa świata juniorów             | Santiago  | 4. miejsce  | 53,59 |
| 2003 | Młodzieżowe mistrzostwa Europy          | Bydgoszcz | 9. miejsce  | 54,09 |
| 2010 | Superliga drużynowych mistrzostw Europy | Bergen    | 11. miejsce | 48,51 |
| 2011 | Superliga drużynowych mistrzostw Europy | Sztokholm | 12. miejsce | 50,98 |